# Gruchet-Saint-Siméon
Gruchet-Saint-Siméon település Franciaországban, Seine-Maritime megyében. Lakosainak száma 687 fő (2022. január 1.). Gruchet-Saint-Siméon Crasville-la-Rocquefort, Fontaine-le-Dun, La Gaillarde, Luneray és Saint-Pierre-le-Viger községekkel határos.

## Népesség
A település népességének változása:
| Lakosok száma | 710  | 687  | 696  | 687  | 687  | 686  | 686  | 681  | 687  |
|               | 2013 | 2015 | 2016 | 2017 | 2018 | 2019 | 2020 | 2021 | 2022 |